# Wildalpen
Wildalpen är en ort och kommun i  distriktet Liezen i förbundslandet Steiermark i Österrike. 